# Guangxicyon sinoamericanus
A Guangxicyon sinoamericanus az emlősök (Mammalia) osztályának ragadozók (Carnivora) rendjébe, ezen belül a fosszilis medvekutyafélék (Amphicyonidae) családjába és az Amphicyoninae alcsaládjába tartozó faj.
Az eddigi felfedezések szerint, nemének az egyetlen faja.

## Tudnivalók
A Guangxicyon sinoamericanus a késő eocén korszak idején élt, azaz 37-33 millió évvel ezelőtt. Eddig csak Kína déli részén találták meg, de feltételezhetően az előfordulási területe magába foglalta Közép- és Kelet-Ázsiát is.

## Fordítás
- Ez a szócikk részben vagy egészben  a   Guangxicyon című angol Wikipédia-szócikk ezen változatának fordításán alapul.  Az eredeti cikk szerkesztőit annak laptörténete sorolja fel. Ez a jelzés csupán a megfogalmazás eredetét és a szerzői jogokat jelzi, nem szolgál a cikkben szereplő információk forrásmegjelöléseként.